# K'Nhiễu
K'Nhiễu (sinh ngày 13 tháng 7 năm 1972) là một chính trị gia người Việt Nam, dân tộc K'Hor. Ông hiện là đại biểu Quốc hội Việt Nam khóa XIV nhiệm kì 2016-2021, thuộc đoàn đại biểu Quốc hội tỉnh Lâm Đồng, Ủy viên Hội đồng Dân tộc của Quốc hội, Phó Chánh Văn phòng Sở Khoa học và Công nghệ tỉnh Lâm Đồng. Ông đã trúng cử đại biểu Quốc hội năm 2016 ở đơn vị bầu cử số 2, tỉnh Lâm Đồng gồm có các huyện: Lâm Hà, Đam Rông và Di Linh.

## Xuất thân
K'Nhiễu quê quán ở xã Lộc Thành, huyện Bảo Lâm,tỉnh Lâm Đồng.

## Giáo dục
- Giáo dục phổ thông: 12/12
- Đại học Kinh tế phát triển

## Sự nghiệp
Ông gia nhập Đảng Cộng sản Việt Nam vào ngày 7/1/2013.
Khi ứng cử đại biểu Quốc hội Việt Nam khóa XIV vào tháng 5 năm 2016 ông đang là Ủy viên Ủy ban kiểm tra Đảng ủy - Đảng bộ Sở Khoa học và Công nghệ tỉnh Lâm Đồng, Phó Trưởng phòng Quản lý Khoa học và Công nghệ cơ sở, Sở Khoa học và Công nghệ tỉnh Lâm Đồng, làm việc ở Sở Khoa học và Công nghệ tỉnh Lâm Đồng.
Ông đã trúng cử đại biểu Quốc hội năm 2016 ở đơn vị bầu cử số 2, tỉnh Lâm Đồng gồm có các huyện: Lâm Hà, Đam Rông và Di Linh, được 140.878 phiếu, đạt tỷ lệ 57,96% số phiếu hợp lệ.
Ông hiện là Phó Chánh Văn phòng Sở Khoa học và Công nghệ tỉnh Lâm Đồng, Ủy viên Hội đồng Dân tộc của Quốc hội.
Ông đang làm việc ở Sở Khoa học và Công nghệ tỉnh Lâm Đồng.